# معركة بحيرة خاسان
```
معركة بحيرة خاسان
 (29 يوليو – 11 أغسطس1938)، المعروفة أيضًا باسم 
حادثة تشانجكوفينج
 في 
الصين
 
واليابان
، هي محاولة توغل عسكري من قبل 
مانشوكو
، وهي دولة دمية يابانية، في الأراضي التي طالب بها 
الاتحاد السوفييتي
 وسيطر عليها. أساس هذه المعركة قائم على اعتقاد الجانب الياباني، بأنّ الاتحاد السوفييتي أساء تفسير ترسيم الحدود على أساس معاهدة بكين بين 
الإمبراطورية الروسية
 والصين، والاتفاقات التكميلية اللاحقة بشأن ترسيم الحدود، وعبث بعلامات ترسيم الحدود. احتلّت القوات اليابانية المنطقة المتنازع عليها، لكنها انسحبت بعد قتال عنيف وتسوية دبلوماسية. 
[
8
]
[
3
]
```

## خلفية تاريخية
خلال معظم النصف الأول من القرن العشرين، كان هناك توتر كبير بين الحكومات الروسية (السوفيتية فيما بعد) والصينية واليابانية، على طول حدودها المشتركة. تقع السكك الحديدية الصينية الشرقية في شمال شرق الصين (منشوريا)، وتربط الصين والشرق الأقصى الروسي. شكّل الفرع الجنوبي والمعروف في الغرب باسم سكة حديد منشوريا الجنوبية، موقع وأحد أسباب الحرب الروسية اليابانية والحوادث اللاحقة، ما أدى إلى الحرب الصينية اليابانية الثانية، والنزاعات الحدودية السوفيتية اليابانية. تضمنت الحوادث الكبرى الصراع الصيني-السوفيتي عام 1929، وحادث موكدين بين اليابان والصين في عام1931. نشبت معركة بحيرة خاسان بين قوتين لم تثقا ببعضهما البعض لمدّة طويلة.
في الفترة التي سبقت المعركة، حدثت موجة طرد واسعة من الجيش، ما جعل أغلب الضباط الجدد ذوي خبرة ضعيفة، وغير قادرين على اتخاذ ذمام المبادرة. في شهر يوليو وحده، طُرد أربعة أضعاف ونصف ما طُرد خلال الإثني عشر شهرًا السابقة. ضعف البنية التحتيّة، والضغط الكبير على قائد الجبهة المارشال بلوشر، ونقص المعدّات والإمكانيات، وضعف التنظيم، أدّت إلى جبهة سيئة وضعيفة.
اندلعت المواجهة عندما عزز حرس الحدود التابع لجيش الشرق الأقصى السوفييتي، وحرس أمن الدولة السوفييتي حدود خاسان مع منشوريا. كان الدافع وراء هذا هو انشقاق الجنرال السوفيتي جي. ليوشكوف قبل شهر واحد، وهو الضابط المسؤول عن جميع قوات حرس أمن الدولة السوفييتية في الشرق الأقصى السوفيتي في هونتشون، في منطقة نهر تومين. زوّد الأخير اليابانيين بالمعلومات الاستخباراتية عن الحالة السيئة لقوات الشرق الأقصى السوفييتي وموجة طرد ضباط الجيش.

## اندلاع الحرب
في 6 يوليو1938، فكّ جيش كوانتونغ الياباني تشفير رسالة أرسلها القائد السوفييتي في منطقة بوسيت إلى مقر الاتحاد السوفيتي في خاباروفسك. أوصت الرسالة بالسماح للجنود السوفييت بتأمين أرض مرتفعة غير مأهولة إلى الغرب من بحيرة خاسان، وأبرزها مرتفعات تشانغكوفينج المتنازع عليها، فمن المفيد للسوفييت احتلال التضاريس التي تطل على ميناء راجين الكوري، والسكك الحديدية الاستراتيجيّة التي تربط كوريا بمنشوريا. في الأسبوعين المقبلين، انتقلت مجموعات صغيرة من قوات الحدود السوفييتية إلى المنطقة وبدأت في تحصين الجبل.
في البداية، تجاهل الجيش الكوري الياباني، الذي كُلّف بالدفاع عن المنطقة التقدم السوفيتي، لكنّ جيش كوانتونج، الذي تشمل سلطته الإدراية منطقة تشانغكوفينج، دفع الجيش الكوري إلى اتخاذ المزيد من الإجراءات، لأن نوايا الاتحاد السوفيتي مشكوك بها. بعد ذلك، نقل الجيش الكوري الأمر إلى طوكيو، وأوصى بإرسال احتجاج رسمي إلى الاتحاد السوفيتي.
بدأ النزاع في  15يوليو، عندما رُفض طلب الملحق الياباني في موسكو، بإزالة قوات الحدود السوفيتية من تشانجكوفينج وشاشوفينج إلى الغرب من بحيرة خاسان، وإلى جنوب بريمورسكي.

## الحرب
في 31 يوليو، أطلق فوج ساتو غارة ليلية على التل المحصن. في قطاع تشانجكوفينج، اشتبك  1114ياباني مع حامية سوفيتية مكوّنة من  300شخص، ما أدى إلى القضاء عليهم وتدمير  10دبابات، مع سقوط  34ضحية وجرح 99 آخرين. في قطاع شاشوفينج، فاجأ 379ياباني ثلاثمئة جندي سوفييتي وهزموهم، وطردوا  7دبابات، مقابل  11قتيلاً  34جريحًا. وصل الآلاف من الجنود اليابانيين من الفرقة التاسعة عشر، وحفروا، وطلبوا تعزيزات. رفضت القيادة العليا هذا الطلب، لعلمهم بأن الجنرال سويتاكا سيستخدم هذه القوات للبطش بالمواقع السوفيتية الضعيفة، مصعّدًا الحادثة. دافعت القوات اليابانية عن المنطقة المتنازع عليها. في عام 1933، صمّم اليابانيون وبنوا قطارًا مدرّعًا خاصًا معروفًا باسم رينجي سوكو ريسسا. انتشر القطار في وحدة القطارات المدرعة الثانية في منشوريا، وشارك في الحرب الصينية اليابانية الثانية وصراع تشانجكوفينج ضد السوفييت، ونقل الآلاف من القوات اليابانية من وإلى ساحة المعركة.
في 31يوليو، أمر مفوّض الشعب للدفاع، كليمنت فوروشيلوف، بالاستعداد القتالي للجيش الساحلي الأول وأسطول المحيط الهادئ. جمع السوفييت  354دبابة وبندقية هجومية في بحيرة خاسان، بما في ذلك 257 دبابة تي-26 (مع  10دبابات من طراز كي اتش تي-26)، و 3دبابات إس تي-26، و 81دبابة خفيفة بي تي-7، و13 دبابة إس يو-5 ومدفعيتين ذاتيتي الدفع. وصل رئيس جبهة الشرق الأقصى فاسيلي بلوشير إلى الخط الأمامي في  2أغسطس1983 . تعرضت القوات اليابانية في تشانجكوفينج لهجوم. لاحظ أحد قادة المدفعية اليابانيين تباينًا واضحًا بين الجيشين، إذ أطلق السوفييت عددًا من القذائف في يوم واحد أكثر مما أطلقه اليابانيون خلال المدة كاملة التي استمرّت لأسبوعين. على الرغم من ذلك، نظم المدافعون اليابانيون دفاعًا مضادًا للدبابات، مما أسفر عن نتائج كارثية للسوفييت سيّئي التنسيق، الذين خسروا العديد من الضحايا. قُتل وجُرح الآلاف من القوات السوفيتية، ودُمّر ما يزيد عن  46دبابة، وأُصيب  39أخرى بأضرار متفاوتة.
بعد أن دفع اليابانيون وحدة أمن الحدود السوفيتية من التل وغيرها من المواقع التي حفرها اليابانيوم، عُزّزت لاحقًا بفرقة البندقية الأربعين. على عكس اليابانيين، لم يكن لدى السوفييت خط سكة حديد بالقرب من ساحة المعركة، وبدلاً من ذلك كان هناك طريق واحد غير معبَّد، لذا عندما وصلت التعزيزات السوفيتية إلى ساحة المعركة، كان اليابانيون قد رسّخوا مواقعهم. هاجم السوفييت المواقع اليابانية جواً خلال الاستعدادات لهجوم بري. في صباح اليوم السابق للهجوم السوفيتي، هاجمت ثلاث عشرة طائرة سوفيتية التل واثنني عشرة مؤخرة الجيش الياباني، لم توثّق هذه المعلومات من قبل جميع المصادر. تلا ذلك هجوم من ثلاثة أفواج مشاة سوفيتية، لم يُدعَم بقوى مدفعية أو جوية، إما بسبب الاستعدادات الضعيفة أو بسبب الضباب. ومع ذلك، تزعم بعض المصادر أن القوى المدفعية دعمت الهجوم. لم تكن المدفعية جاهزة، ولم يُعرف الكثير عن التنظيمات اليابانية، ولم تُجهَّز شبكة الاتصالات بالكامل، ولم يكن الجناح الأيسر جاهزًا لبدء الهجوم في الوقت المحدد. على الرغم من الحالة السيئة للقوى السوفيتية ومعرفة أن العدو كان راسخًا تمامًا، فقد أُمِر بالهجوم والمضي قدمًا. لم يُحضَّر طاقم الدبابات للتضاريس المعادية لذلك لم تتمكّن من الحفاظ على نشاطها الهجومي. تخلّى عدد من القادة بمن فيهم قائد كتيبة الدبابات التابعة لفرقة البندقية الأربعين عن قواتهم.
في السادس من أغسطس، جدّد السوفيت هجومهم. في البداية على شكل موجات متعددة من قاذفات القنابل، التي هاجمت المواقع اليابانية. أُجِل هذا الهجوم إما بسبب الضباب أو الاستعدادات السيئة. تلا ذلك هجوم من الدبابات والمشاة، بما في ذلك القوات الآلية، مدعومةً بالمدفعية. عانت الدبابات في التضاريس الصعبة من خسائر فادحة، فلم تصل سوى الدبابات الفردية إلى أهدافها، التي دُمّرت بالكامل أو نراجعت لاحقًا. صدَّ السوفييت اليابانيين بعد قتال عنيف، وأعادوهم إلى مكانهم،  وفي الأيام التالية، نظّم اليابانيون هجومًا مضادًا، لكنهم لم يتمكنوا من استعادة مواقعهم.
طُرِد اليابانيون إثر الهجمات السوفيتية، على الرغم من عدم تراجع الجنود اليابانيين من ساحة المعركة، كان من الواضح أن الوحدات اليابانية المحلية لن تكون قادرة على الحفاظ على تشانجكوفينج دون توسيع النزاع. في 10 أغسطس، طلب السفير الياباني مامورو شيجميتسو السلام. مُعتبرًا  أنّ الحادثة وصلت لنتيجة مشرفة، في 11 أغسطس 1938، في الساعة الواحدة والنصف ظهرًا بحسب التوقيت المحلي، توقف اليابانيون عن القتال، وأعادت القوات السوفيتية فرض سيطرتها على المرتفعات.